# 绿背锯齿啄花鸟
绿背锯齿啄花鸟（学名：Prionochilus olivaceus），是啄花鸟科锯齿啄花鸟属的一种，其种加词“olivaceus”意为“橄榄色的”。此种鸟为菲律宾的特有种。该物种的保护状况被评为无危。
绿背锯齿啄花鸟的平均体重约为9.4克。栖息于亚热带或热带的湿润低地林。